# Bagad Bleimor
Le Bagad Bleimor est un bagad issu du groupe scout Bleimor, créé à Paris en 1949. Baignant dans la culture bretonne, l'ensemble interprète la musique bretonne, dont il est l'un des acteurs majeurs du renouveau, dans les années 1960-1980. Fortement animé d'une volonté d'ancrage dans le terreau traditionnel, il défend le principe que l'on ne peut être acteur de l'évolution d'une culture qu'à condition d'en être suffisamment imprégné. Il est ainsi de ceux qui créent et arrangent tout en respectant le caractère de la musique des différents terroirs de Bretagne, marquant une préférence pour les racines profondes communes aux pays celtiques. Penn-soner du bagad pendant près de dix ans, le musicien breton Alan Stivell marque fortement l'histoire du groupe.
Le Bagad Bleimor, malgré quelques années de non-participation aux concours, compte quatre titres de "champion de Bretagne" au championnat national des bagadoù de première catégorie, et un nombre considérable de deuxièmes places, ce qui en fait l'un des groupes les plus primés.

## Histoire

### L'éducation des jeunes à Paris par le scoutisme
Le centre scout Bleimor d'expression bretonne voit le jour à Paris au lendemain de la Seconde Guerre mondiale, le 9 janvier 1946, par Pierre (dit Perig) Géraud et son épouse Lucienne (dite Lizig). Le nom Bleimor (« loup de mer » en breton) est un hommage au poète Groisillon Jean-Pierre Calloc'h, tombé au front durant la Première guerre mondiale et dont c'était le pseudonyme. Bien que les statuts de l'association, déposés en avril 1950, ne fassent pas référence à la Bretagne (l'époque ne s'y prête pas), l'objectif affiché est d'éduquer les jeunes scouts afin qu'ils prennent conscience de ce qui constitue la Bretagne. Le sentiment de fierté passe par la connaissance des différents aspects de la culture bretonne : le chant choral en breton, l'initiation aux danses bretonnes et la musique. Il existe au départ deux catégories, le « clan » et le « feu » (routiers et guides). En 1949 naît à Paris le Bagad Bleimor, tandis que d’autres "routiers" (Christian Hudin, Patrick Coué) créent la Kevrenn de Rennes et la Kevrenn Brest Ar Flamm de Brest.

### La musique comme activité fédératrice
Le bagad se rattache dès 1949 à l'assemblée des sonneurs Bodadeg Ar Sonerion. Dès août 1950, au Bleun-Brug de Saint-Pol-de-Léon (dans le Léon), une représentation publique du bagad Bleimor est organisée. À Paris, il se produit les années suivantes devant des milliers de personnes, comme lors des grands pardons aux Arènes de Lutèce, à Saint-Denis ou à Athis-Mons. Le bagad fait forte impression dans les grandes fêtes bretonnes, par un répertoire traditionnel précis, des musiciens de qualité et une discipline stricte. En 1952 il se produit outre-Manche, au pays de Galles et à Glasgow en Écosse. Le succès contraint le bagad à quitter progressivement le mouvement scout afin de pouvoir se consacrer pleinement à ses activités musicales. Sa réussite donne l'envie à d'autres de se rassembler en région parisienne : bagad Avel A-Benn, bagad Morgaz créé par Yann Goas, bagad Kurun créé par Lucien Bodin...

### Un travail de fond mené par des sonneurs passionnés
Les penn-soner (sonneurs en chef) dirigent le bagad avec ambition dans les années 1950 : Gwennole Le Menn, Iffig Cochevelou, Mik Le Cossec, Donatien Laurent. Ils participent à l'intégration dans les bagadoù du bagpipe écossais en étant l'un des tout premiers ensembles bretons à le préférer plutôt que le biniou braz. Armel Calvé considère Bleimor comme « un bagad précurseur ». Alain Le Buhé, futur fondateur du Bagad Roñsed-Mor, rejoint les rangs du pupitre cornemuse en 1954. En 1961, le jeune Alan Cochevelou, connu sous le nom d'Alan Stivell, devient penn-soner à son tour. Son passage à la tête du bagad est marqué par ses arrangements autour du répertoire (les mélodies et les danses). Telenn Bleimor, une formation de jeunes filles harpistes, est créée chez les guides par l’enseignante de harpe celtique d'Alan Stivell, Denise Mégevand.

### L'un des leaders de la musique de bagad

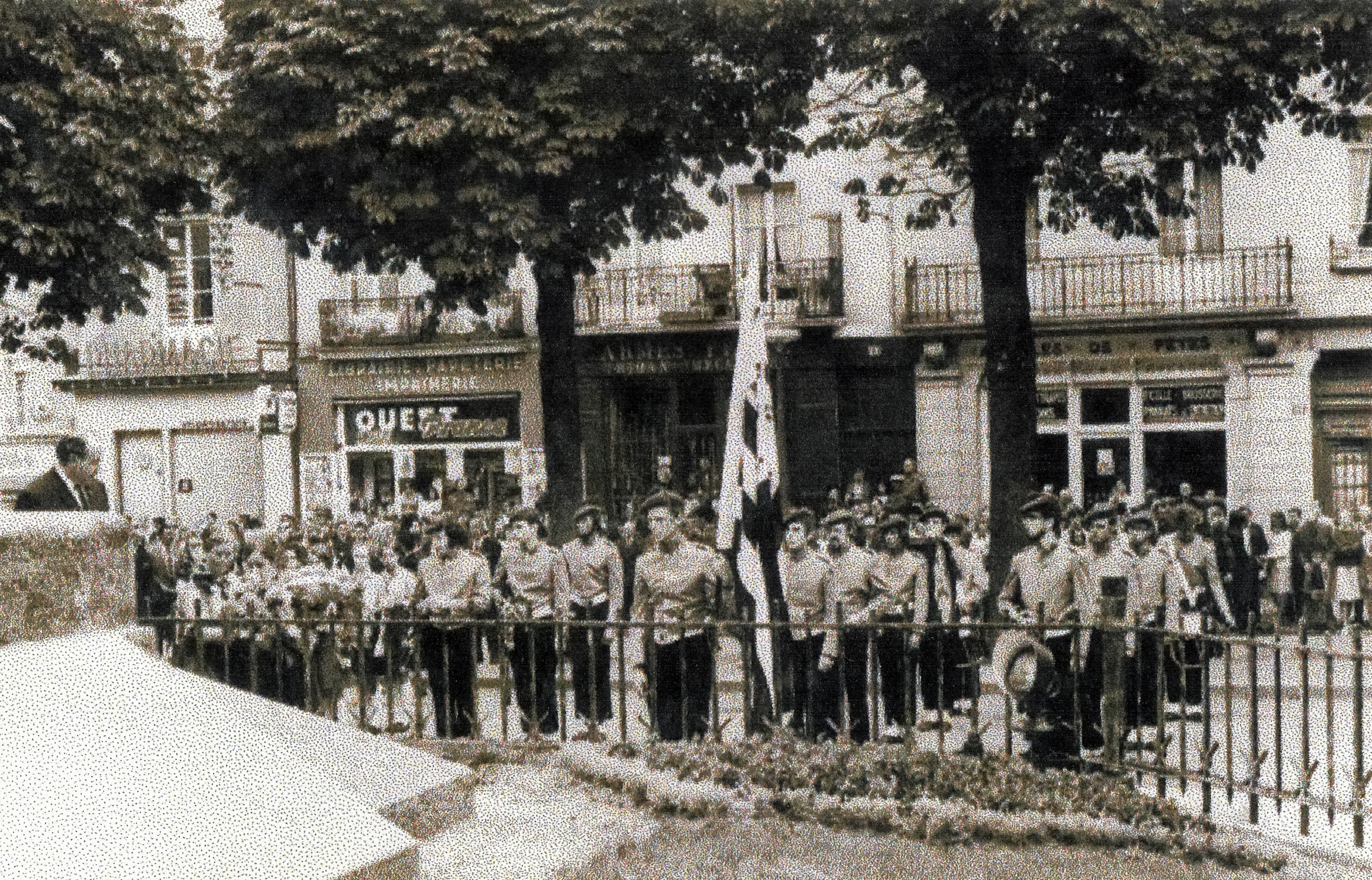
Le Bagad Bleimor lors d'une cérémonie à Fougères en 1966, avec Alan Stivell comme penn-soner.

Le bagad est présent dans de très nombreuses manifestations bretonnes, en Bretagne et à Paris. Alan Stivell, Yann-Fañch Ar Merdy et Mikael Aodig souhaitent donner une nouvelle impulsion au bagad. Ils travaillent tout d'abord la technique pour atteindre un niveau acceptable de première catégorie. Après avoir fréquenté l'école Skolaj Beg an Treis d'Herri Leon, ils poursuivent dans l'esprit d'apprentissage écossais, ce qui apporte à nouveau une touche de panceltisme. Puis, avec Youenn Sicard, ils réalisent une synthèse entre l'enracinement profond dans la musique traditionnelle bretonne (surtout de la Montagne) et la volonté d'évolutionnisme dans un esprit celtique (synthèse de l'esprit d'Étienne Rivoallan et d'Herri Leon).
Le bagad Bleimor accède à la première catégorie des bagadoù en 1964. La même année, il enregistre à Brest son premier disque. En 1965, le bagad se rend en Écosse (Glasgow et Edinburgh). En 1966 il est champion de Bretagne des bagadoù. En novembre 1967, il se détache de l'organisation des scouts Bleimor et se constitue en association indépendante. Beaucoup de ses membres étant rentrés en Bretagne, il se regroupe en la ville de Lorient où il transfère son siège social, l'association prenant le nom de BAGAD SONERIEN BLEIMOR. Il remporte à nouveau le championnat de première catégorie en 1973, sous la direction d'Hervé Renault. Il est alors, avec la Kevrenn Brest-Sant-Mark et la Kevrenn Roazhon, un des trois leaders des bagadoù. Il collectionne ensuite de très nombreuses places de second du championnat. En 1975, il tisse des liens avec la ville de Langonnet (où réside alors Alan Stivell) et crée les C'hoarioù Langonned (fête inspirée ds Highlands Games écossais). En 1978 il ne se présente qu'à une seule des deux épreuves du championnat, à Lorient, et l'emporte à l'unanimité du jury mais ne peut être classé dans le championnat. Après une année sabbatique en 1979, il réédite en 1980 la performance de 1978, participant cette fois aux deux manches du championnat, et obtient un nouveau titre de champion de Bretagne. En 1981 il se retire de la Bodadeg Ar Sonerion. Après quelques années de retrait des concours, il s'y représente de nouveau en 1986 et est de nouveau champion de Bretagne des bagadoù en 1987

### Des hauts et des bas
Ensuite, il s'installe à Douarnenez où il fête en 1989 son 40e anniversaire. En 1994, le bagad Bleimor se présente une dernière fois au concours national des bagadoù à Lorient. Les difficultés de regroupement de ses membres, alors que le niveau "technique" grandissant des bagadoù impose un travail de plus en plus suivi, quasi "professionnel", finissent par amener le groupe à cesser ses activités musicales. Actuellement "en sommeil", le groupe est encore membre de Sonerion (BAS) et ses membres ou anciens membres continuent d'organiser des regroupements.

## Membres
- Dominique ALLAIN
- Serge ALLAIN
- Armel AN HEJER
- Alan COCHEVELOU
- Daniel CORCUFF dit Cuff
- Jean-Yves ELAUDAIS
- Christian FAUCHEUR
- Fanch GOURVES
- Donatien LAURENT
- Dominique LE BOUCHER
- Yves LE BRUN
- Gwenolé LE MENN
- Yann-Fanch LE MERDY
- Dominique MOLARD
- Patrick MOLARD
- Bernard PAILLOT
- Joëlle RENAUD
- Patrig SICARD
- Youenn SICARD
- Arnaud RICHARDOT
- Armel DENIS
- Hervé GUILLO
- Yves HERCELIN
- Françoise HERCELIN
- Patrick POUHAER
- Claude DELAROCHE
- Louis DANET
- Jean-Claude DANET
- Loïc DENIS
- Roland ROUSSELLE
- Xavier BOSCHET
- Eric QUEMERE
- yann ROBINEAU
- Gilles LE NEDIC
- Hervé RENAUD
- Christian LE SAUX
- Alain KERNEUR
- Yann-Fanch BAOT
- Glenn LE MERDY
- Michel CLEC’H
- Tangi SICARD
- Mik LE BIS
- René FRANÇOIS
- Denis-Paul RÉGNIER
- Morwena FRANÇOIS
- Alain POURCHASSE
- Dominique PARIS
- Loeis ROUJON
- Hervé LE FLOC’H
- Michel TOUTOUS
- Pierre NAYEL
- Bernard ROHO
- Bruno LE ROUZIC
- Iffig TOANEN
- Jean-Louis CALVE
- Yann-Loic LE QUERE
- Jean-Yves LATRY
- Ronan LATRY
- Pierre NAYEL
- Mikael AUDIC
- Pierre ARTHUS dit Titus
- Jean-Guy BOURHIS
- Marie-Line BOURHIS
- Jean-Marc BOURGUELLE
- Michel DAOUPHARS
- Jean-Michel PEDRONO
- Erwan TOUZE
- Philippe MARONNIER
- Jose LE FER
- Michel FOURNIER
- Claude BEDARD
- Joël GONIDEC dit Jogoni
- Philippe GRELLIER
- Jil GAFFIOT
- Alain NICOLAS
- Hervé LE BIHAN
- Yann LOZET
- Jean-Yves LE BOETTE
- Christian VILLEMAINE
- Erwan GOURLET
- Alain AUDIC
- Mikael AUDIC
- Iffig COCHEVELOU
- Jean-Jacques KERHOAS
- Alain CLOATRE

## Discographie

### Albums (disques et CD)
- 1964 : Bleimor, 1er prix en 2e catégorie : Concours de Brest 1964 (Iroise)

1. Sonerion Bleimor
2. Ar Baston
3. Gwerz Tremegol (bombardes seules)
4. Gwerz ... (bombardes  et binious)
5. Solo de batterie (binious seuls)
6. Lena
7. Dans plin et bal plin (avec introduction : appel à la danse)
8. Marche Pourlet
9. Sonerien evit ar ...
10. Araok ...
11. Marche Nuptiale
12. An dro
13. Danse Fisel - Bal - Danse
14. Son ar charpantou

- 1972 : Bagad Bleimor : Championnat national des bagadoù Lorient 1971 (Arfolk)
- FACE A : Bale (Marche)

1. Son ar chistr (La chanson du cidre)
2. Ar c'himiadou (Les adieux)
3. Bleimor e bro skos

- FACE B

1. Dañs (Danse) : Gavoten a vro Vourlet
2. Gwerz (Mélodie) : Marig ar pollanto

- 1974 : Bagad Bleimor (Keltia III / Arfolk (ref Kel.01))Réalisation Alan Stivell

Face A (sur le disque , nommé Face B sur la pochette)
```
1 - Enez Euza (Hervé Renault )
2 - Heuliad Androiou evit ur Pib Veur
3 - Eliz Iza
4 - Dans ar Menez
5 - Ton ar Sac'h Ler
6 - Traighli Sine
```

Face B (sur le disque , nommé Face A sur la pochette)
```
1 - Sonerion Bleimor (Alan Cochevelou)
2 - Gavottenn evit Peder Bombard
3 - An Heol a Sav Kaourantinig ha Maivonig
     Ar Wezenn Avalou
4 - Kas a Barzh
```

 5 - Mari Loeiz and Co

### AvecAlan Stivell
- 1973 : Chemins de terre
- 1975 : A Dublin  (live)
- 1977 : Before Landing

### Participations
- 1973 : Kertalg, 1er Festival Pop Celtic 1972 (Titre : Dans Fisel)
- 2002 : Bagadou - L'anthologie vol. 1 (Coop Breizh)